# Erinnerungsort Topf & Söhne

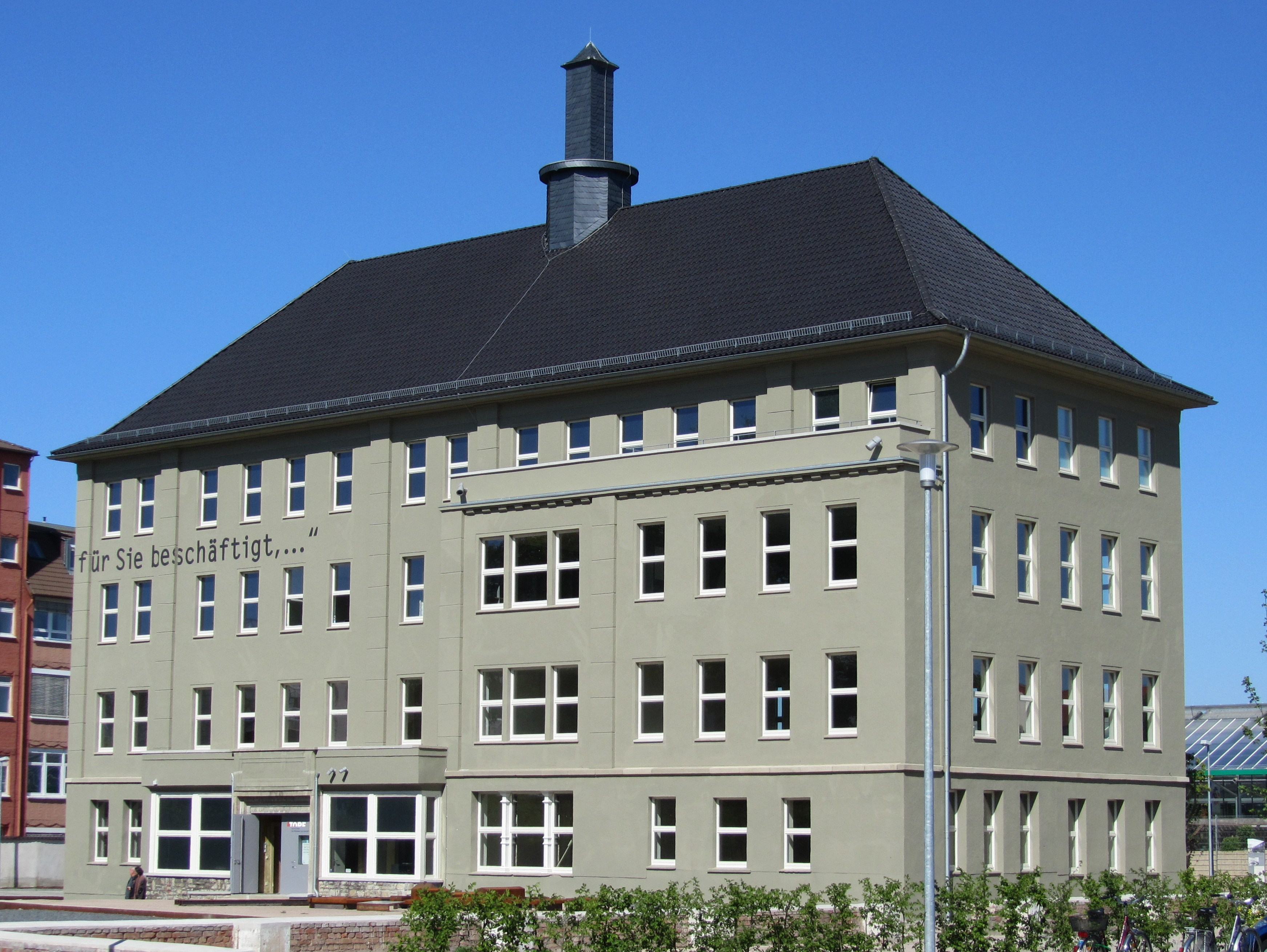
Erinnerungsort Topf & Söhne

Der Erinnerungsort Topf & Söhne ist ein Erinnerungsort mit einer Ausstellung und angeschlossenen Räumen zur Bildungsarbeit im ehemaligen Verwaltungsgebäude des Unternehmens J. A. Topf und Söhne in Erfurt, das einen Teil der technischen Ausstattung für das Vernichtungslager Auschwitz-Birkenau und andere Konzentrationslager lieferte.

## Geschichte

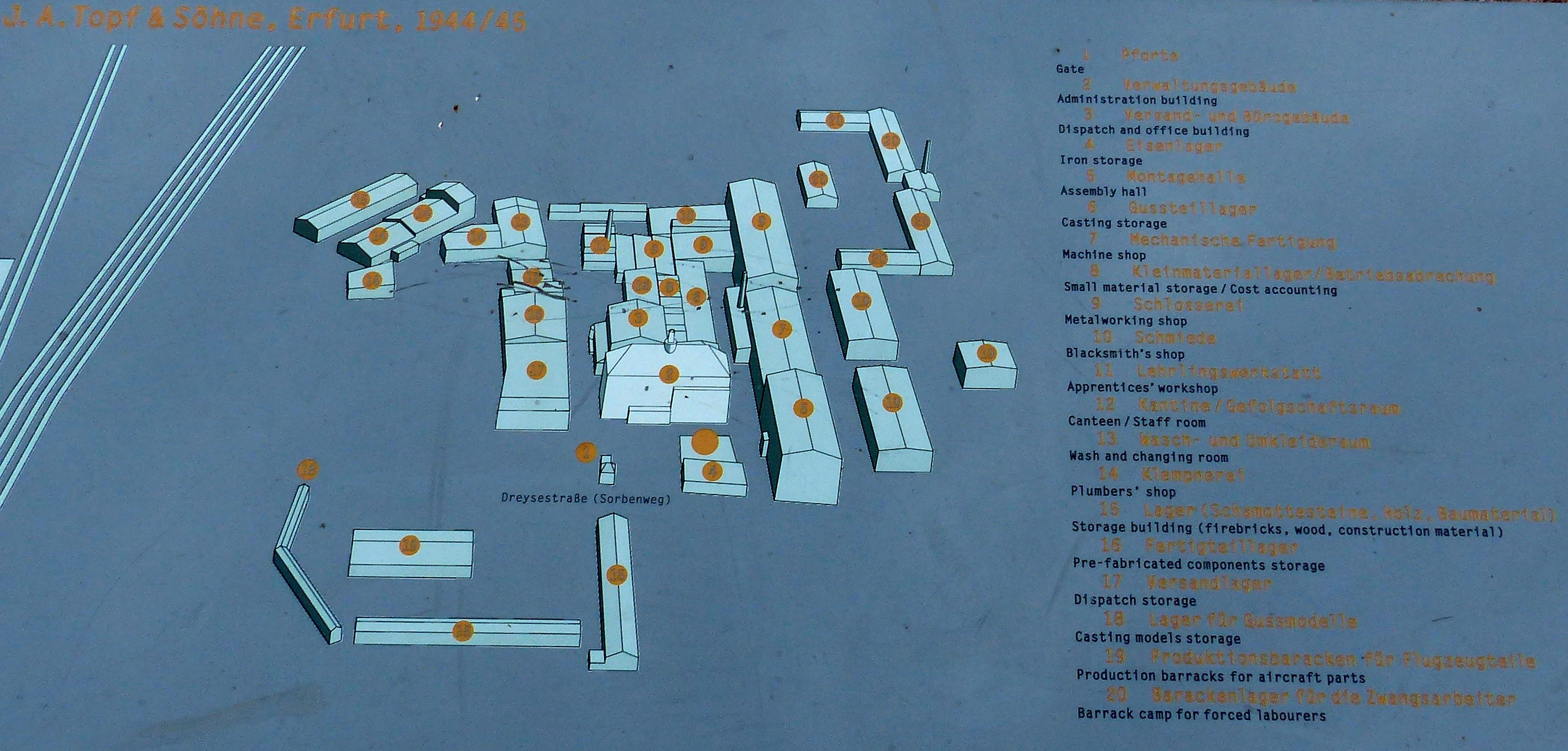
Geländeplan von J. A. Topf & Söhne 1944/45. Im Verwaltungsgebäude wurde der Erinnerungsort Topf & Söhne eingerichtet

Das 1878 gegründete Unternehmen J. A. Topf und Söhne stellte ab 1941 Krematoriumsöfen und Belüftungstechnik für Gaskammern für die SS her. Nach dem Zweiten Weltkrieg bestand das Unternehmen als Volkseigener Betrieb in der DDR fort und ging 1994 in die Insolvenz.
Schon in dieser Zeit kam die Idee auf, eine Gedenkstätte am Ort einzurichten. 2001 wurde das Gelände besetzt, bis es 2009 durch die Polizei geräumt wurde. Schon in dieser Zeit fanden auf dem Gelände gelegentlich von den Besetzern mitorganisierte Führungen und Veranstaltungen statt. Nach der Räumung wurden die großteils noch im Originalzustand erhaltenen Werksgebäude mit Ausnahme des ehemaligen Verwaltungsgebäudes abgerissen und das Gelände neu bebaut.
Nach langjähriger Weigerung sagte die Stadtverwaltung 2008 zu, Räume im ehemaligen Verwaltungsgebäude anzumieten und dort einen Geschichtsort einzurichten.
Den Auftrag zur Gestaltung erhielt das Kölner Architekturbüro Kastner Pichler in Zusammenarbeit mit dem Gestalter Gerd Fleischmann. Der Erinnerungsort wurde am 27. Januar 2011 mit der Dauerausstellung Techniker der „Endlösung“. Topf & Söhne: Die Ofenbauer von Auschwitz eröffnet.

## Leitung
- seit 2011: Annegret Schüle

## Gebäude und Außenanlagen
Das Verwaltungsgebäude wurde 2009/2010 umgebaut. Im ehemaligen Zeichenraum in der dritten Etage wurde die Dauerausstellung untergebracht. Insgesamt wurde beim Umbau eine schlichte Gestaltung verfolgt, die den entkernten Zustand der Räume konserviert und dadurch nicht von den Inhalten ablenkt. Am Gebäude wurde der Schriftzug „Stets gern für Sie beschäftigt, …“ aufgebracht, der ebenfalls auf die Geschäfte des Unternehmens Bezug nimmt und als Erkennungszeichen des Erinnerungsorts hin zum Bahnhof und zur Weimarischen Straße wirkt. Vor dem Gebäude wurden ein Modell der Fabrikanlagen und ein Gedenkstein aufgestellt.

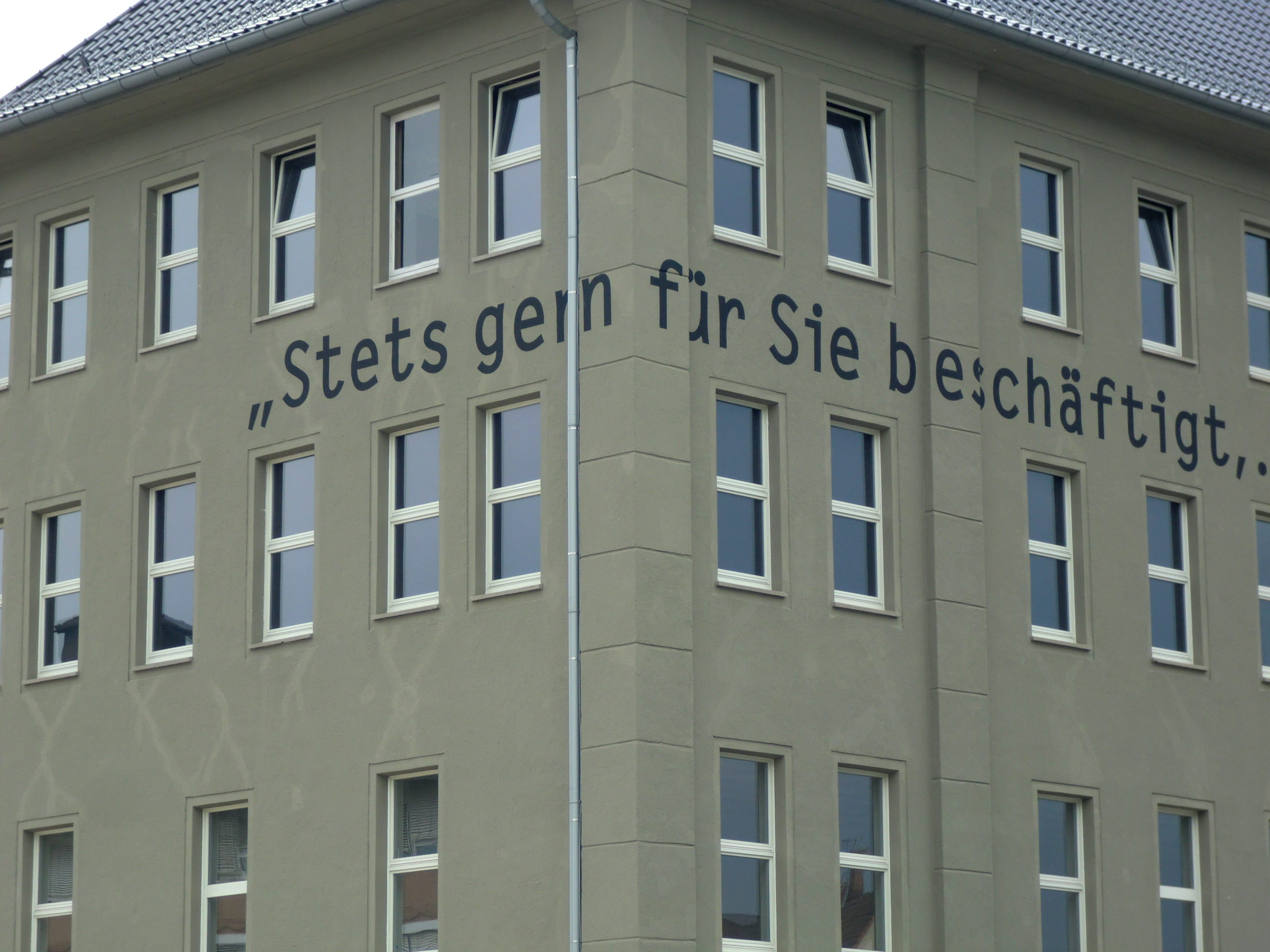
Schriftzug am Verwaltungsgebäude
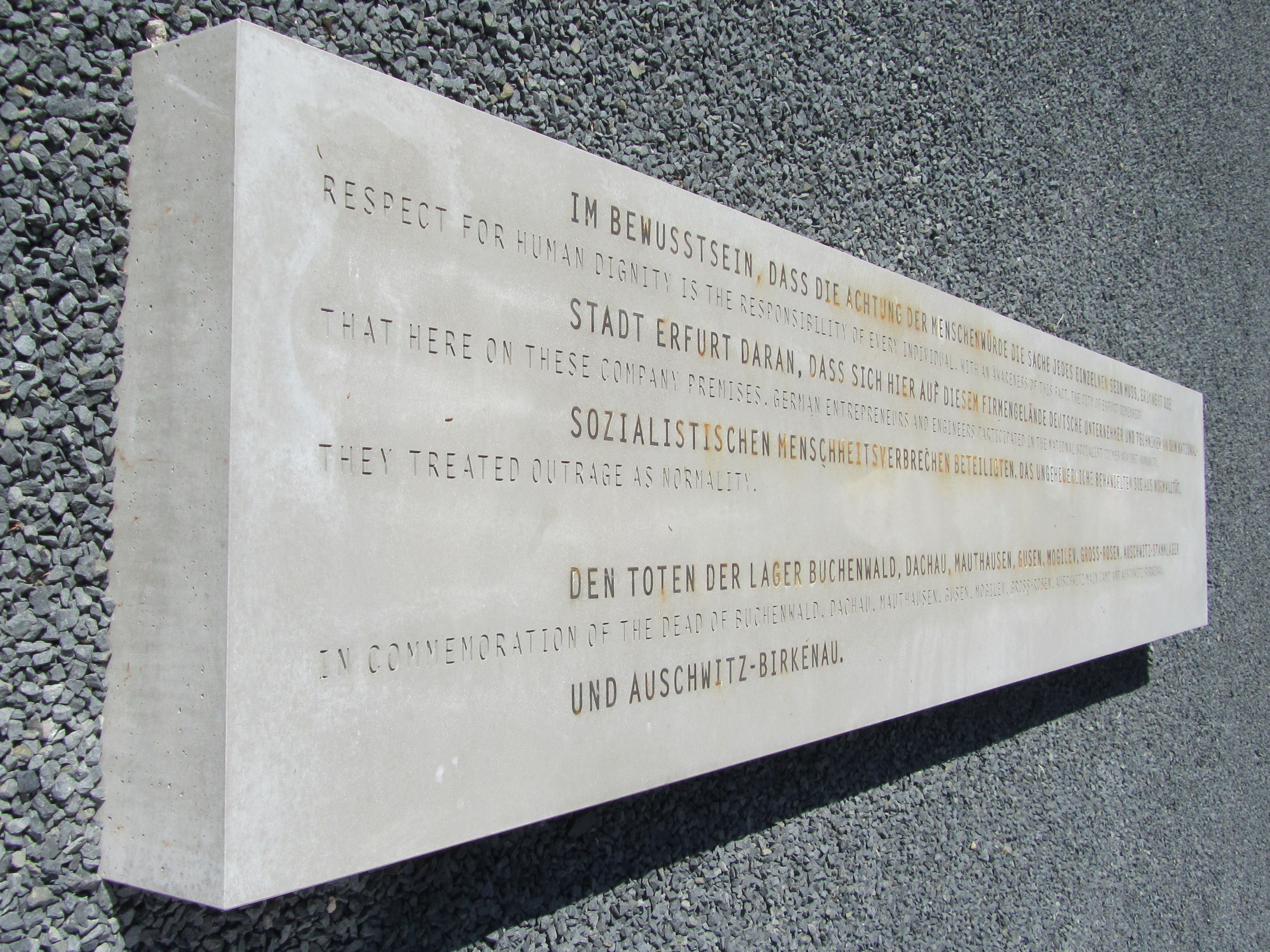
Denkmal im Boden vor dem Gebäude

## Ausstellungsaufbau
Im dritten Stockwerk des Gebäudes befindet sich die Dauerausstellung „Techniker der ‚Endlösung‘. Topf und Söhne – Die Ofenbauer von Auschwitz“, die Bezug auf die Leistungen der Firma Topf und Söhne nimmt. Ausgestellt sind vor allem Korrespondenzen und Bauzeichnungen, die den selbstverständlichen Umgang des Unternehmens mit der Technik zum Massenmord dokumentieren. Außerdem finden sich unter anderem Angebote und Versandanzeigen, die die Bestellung bzw. die Lieferung diverser Bestandteile von Krematorien oder Urnen bestätigen. Ebenfalls zu finden sind Telegramme von Lageraufsehern und anderen SS-Funktionären, die die Neukonstruktion von Verbrennungsöfen erbitten. Der Fokus liegt nicht nur auf der Produktpalette der damaligen Firma, sondern informiert auch über die Erfahrungen der so genannten Sonderkommandos.
Im zweiten Stockwerk befindet sich ein Ausstellungssaal, in welchem die Sonderausstellungen präsentiert werden.
Des Weiteren können in einem Konferenzraum Gruppengespräche abgehalten sowie Bild- und Videomaterial mit Hilfe von Beamern gesichtet werden. Geführte Gruppen finden sich nach einer Führung durch den oberen Stock dort zusammen, um das Erfahrene zu besprechen und sich auszutauschen.

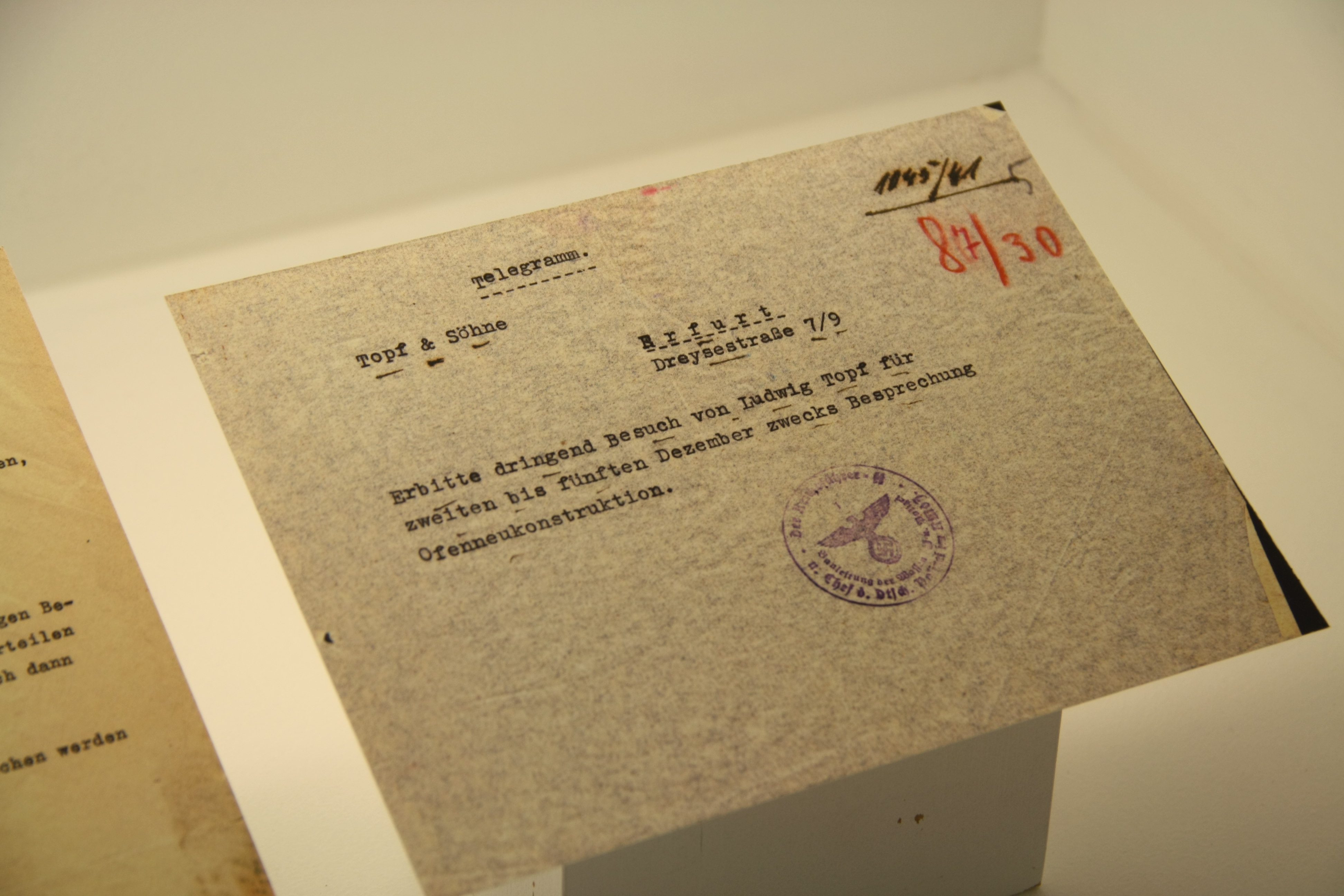
SS-Telegramm an die Firma J. A. Topf & Söhne
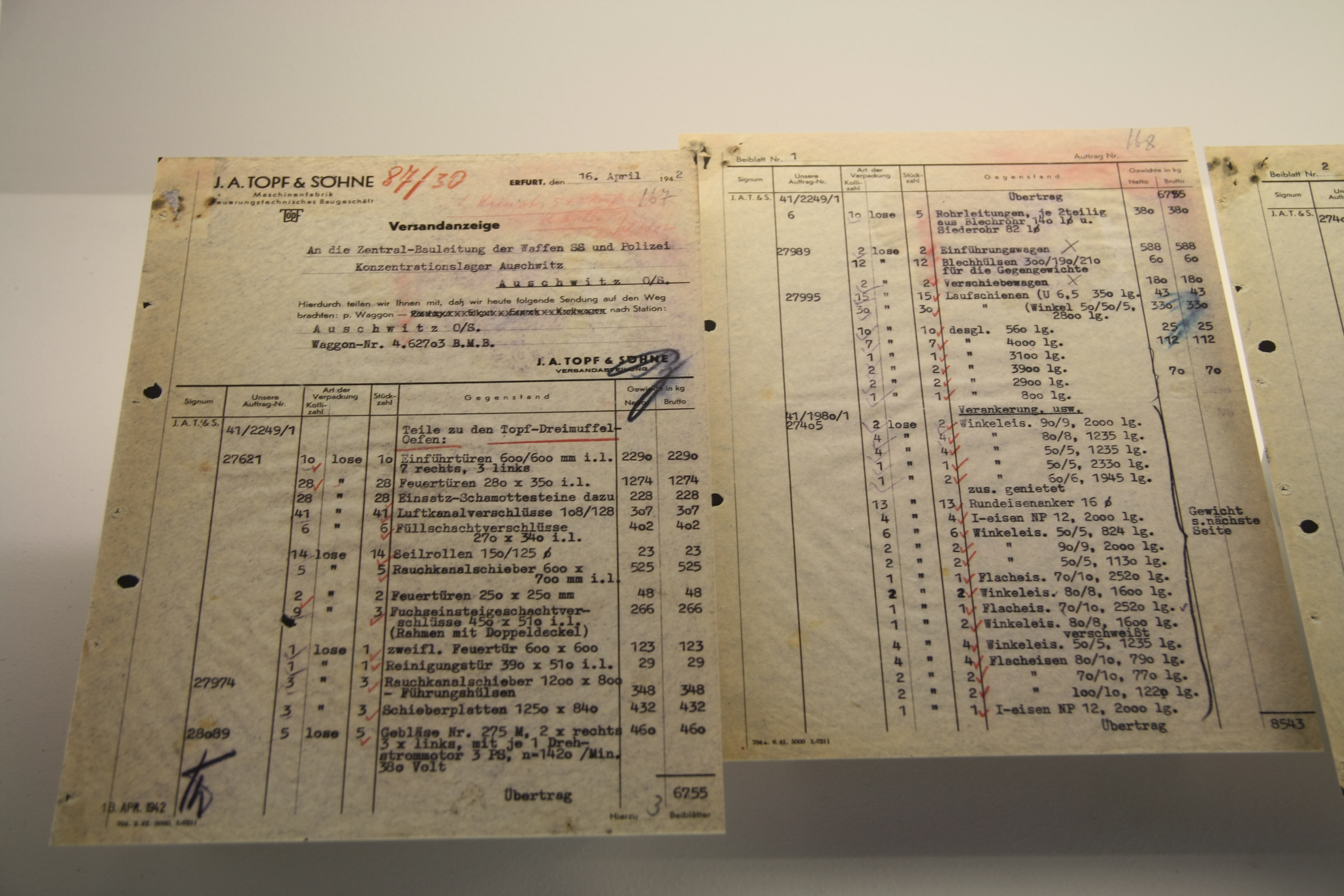
Versandanzeige für zum Bau eines Verbrennungsofen benötigte Einzelteile
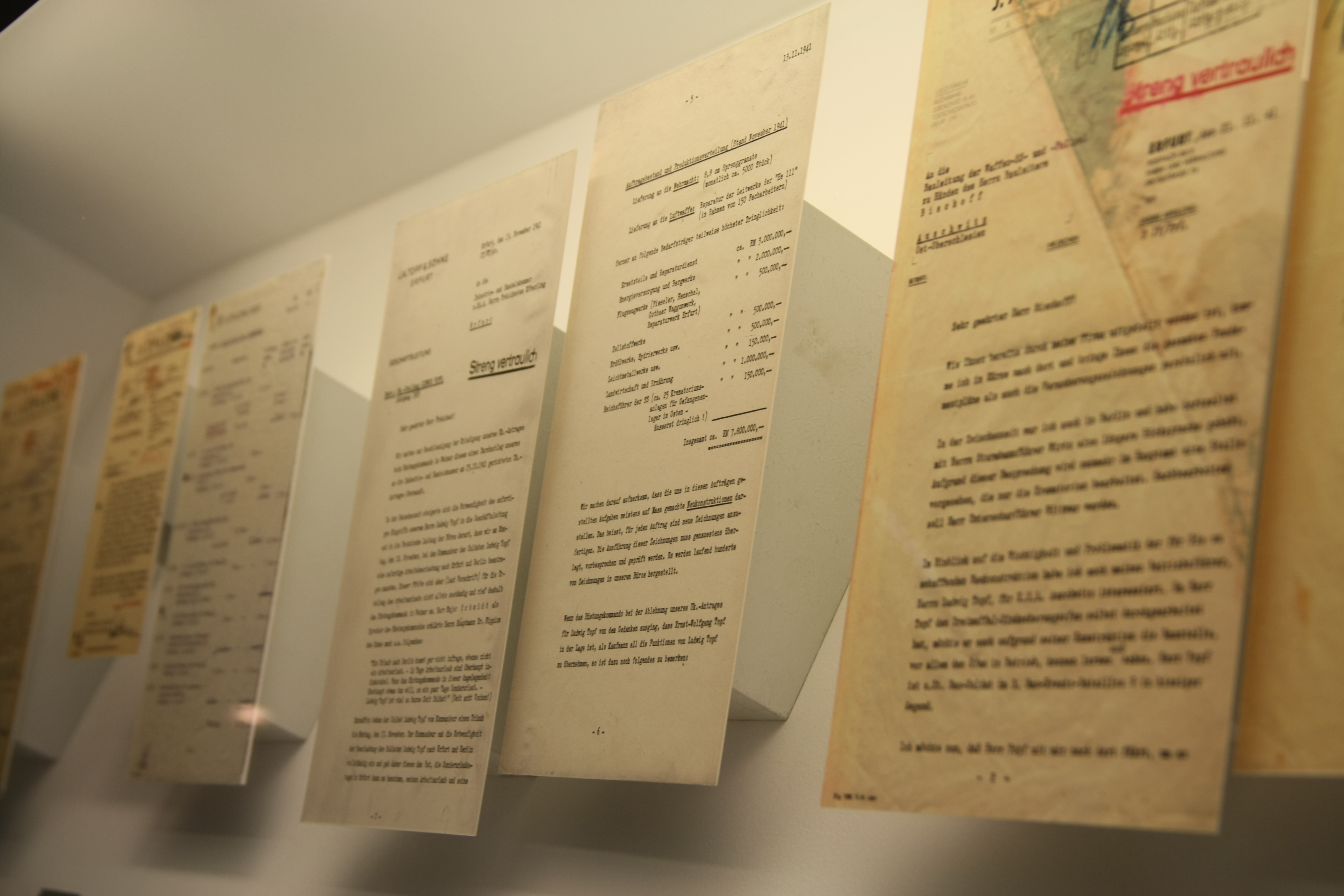
Diverse Dokumente aus der Innenausstellung

## Sonderausstellungen
- "Arisierung" in Thüringen. Ausgegrenzt. Ausgeplündert. Ausgelöscht. (9. November 2011 – 13. Januar 2012)
- Un-er-setz-bar. Begegnung mit Überlebenden (1. Juni 2012 – 27. Januar 2013)
- Gesichter einer Stadt. Das nationalsozialistische Erfurt (1. Juni 2012 – 27. Januar 2013)
- Entkommen? 1942–1945 Berlin und Thüringen (5. Mai 2013 – 27. Januar 2014)
- Sonderzüge in den Tod. Die Deportationen mit der Deutschen Reichsbahn (10. Mai 2014 – 12. Dezember 2014)
- Wir sind Ruanda (25. Juni 2014 – 30. September 2014)
- 70 Jahre Kriegsende 1945 in Erfurt (11. April 2015 – 3. Mai 2015)
- Kicker, Kämpfer, Legenden (9. Mai 2015 – 31. Januar 2016)
- Sea Lavender – Or the Euphoria of Being (27. Januar 2016 – 10. Juni 2016)
- Auschwitz (23. April 2016 – 27. April 2017)
- „Wenn ihr hier ankommt ...“ (30. April 2017 – 14. Mai 2017)
- Unter uns Pastorentöchtern (19. Mai 2017 – 21. Januar 2018)
- Die I.G. Farben und das Konzentrationslager Buna-Monowitz. Wirtschaft und Politik im Nationalsozialismus (24. März 2018 – 31. Juli 2018)
- Die zwei Tode des Paul Schäfer – Legende und Lebensgeschichte eines Erfurter Kommunisten (25. August 2018 – 28. April 2019)
- Angezettelt. Antisemitische und rassistische Aufkleber von 1880 bis heute (11. Mai 2019 – 27. Oktober 2019)
- Marlene Dietrich. Die Diva. Ihre Haltung. Und die Nazis. (9. November 2019 – 12. Januar 2020)
- Die Mädchen von Zimmer 28. L 410, Theresienstadt (25. Januar 2020 – 10. Januar 2021)

## Wanderausstellungen
- Industrie und Holocaust (Internationale Wanderausstellung zu Topf & Söhne – Die Ofenbauer von Auschwitz)[5]
- Un-er-setz-bar (Eine Ausstellung über die Begegnung mit Überlebenden)[6]
- Vom Platz vertrieben (Eine Ausstellung über Juden, Fußball und Nationalsozialismus in Thüringen)[7]

## Dokumentarfilme
- Topf & Söhne – Erfurt. 30 Min. Produktion: makido Film im Auftrag des MDR. Ein Film von Ute Gebhardt. Deutsche Erstausstrahlung: 27. Januar 2015.[8]